# Luca Bellini
Luca Bellini (Chiavari, 12 ottobre 1982) è uno sportivo italiano, allenatore e giocatore di canoa polo nel ruolo di attaccante.
È uno dei più affermati campioni a livello nazionale e internazionale in questo sport.

## Biografia
Ha esordito in Serie A nel 1997 con la Pro Scogli Chiavari, squadra della sua città in cui ha trascorso tutta la sua carriera. Nel 2002 ne è divenuto capitano e nel 2003 allenatore. A livello di club ha vinto 3 European Club Championship, 12 scudetti e 4 Coppe Italia, realizzando nel solo campionato oltre 2 000 reti.
Con la Nazionale italiana - di cui è capitano - ha vinto un mondiale ed un europeo, oltre ad essere stato il miglior marcatore in cinque diverse edizioni dei mondiali.
È stato insignito dal Comitato olimpico nazionale italiano di diverse medaglie al valore atletico. Si è dichiarato a favore del riconoscimento della canoa polo quale sport olimpico.
Nel marzo del 2023 decide di lasciare la Nazionale come giocatore diventandone il commissario tecnico; nel contempo continuerà ad essere giocatore/allenatore della Pro Scogli.

## Palmarès

### Giocatore

#### Club
Competizioni nazionali
- Campionato italiano: 12

1998, 2003, 2004, 2009, 2010, 2012, 2016, 2017, 2019, 2021, 2022, 2024
- Coppa Italia: 5

2012, 2015, 2017, 2018, 2023
Competizioni internazionali
- European Club Championship: 3

2018, 2019, 2022

#### Nazionale[14]
- Giochi mondiali:

 2017
 2013
- Campionati mondiali di canoa polo:

 2016
 2006, 2018
 2008, 2010, 2022
- Campionati europei di canoa polo:

 2009
 2013, 2015
 2017, 2019, 2021

#### Premi individuali
- Capocannoniere dei Campionati mondiali di canoa polo: 5

2002, 2006, 2010, 2012, 2014

### Allenatore

#### Club
- European Club Championship: 3

2018, 2019, 2022
- Campionato italiano: 11

2003, 2004, 2009, 2010, 2012, 2016, 2017, 2019, 2021, 2022, 2024
- Coppa Italia: 5

2012, 2015, 2017, 2018, 2023

#### Nazionale
- Campionati europei di canoa polo:

 2023